# Requiem (Akhmatova)
Pour les articles homonymes, voir Requiem (homonymie).

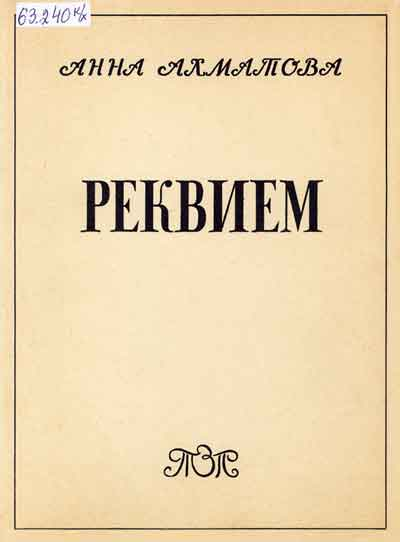
Page de garde d'une édition du recueil

Requiem est un recueil de poèmes écrits par la poétesse russe Anna Akhmatova (1889-1966), entre 1935 et 1940. L'ouvrage n'a été néanmoins publié pour la première fois en russe qu'en 1963 à Munich. La suite de poèmes retrace la période de la « Iejovchtchina » pendant laquelle la poétesse a passé dix-sept mois à faire la queue devant les prisons de Leningrad, son fils ayant été emprisonné dans le cadre des répressions sévissant à cette époque dans le pays. Requiem est donc un témoignage poignant de ce qu'ont pu être ces années de terreur en Russie.

## Contenu de l'œuvre
- Un quatrain pour ouvrir le recueil
- Un paragraphe en prose intitulé En guise de préface
- Une dédicace en vers qui consacre le recueil aux personnes qui ont attendu avec elle devant les prisons
- Une introduction en vers
- Un corpus de dix poèmes au total dont certains portent un titre spécifique : Le verdict, À la Mort et Crucifixion
- Un épilogue constitué de deux poèmes

## Contexte de l'écriture
Comme dit précédemment, l'ouvrage est écrit pendant les années de la Iejovchtchina, période de répressions sévères organisées par le NKVD sous l'égide du commissaire du peuple Nikolaï Iejov. Les grands procès de Moscou sont les évènements les plus marquants de cette période de purges. Des centaines de milliers de personnes sont exécutées sommairement ou, dans le meilleur des cas, emprisonnées. C'est précisément ce qui arrivera en 1938 à Lev Goumilev, fils unique d'Anna Akhmatova avec son premier mari Nikolaï Goumilev (lui-même exécuté en 1921 au motif d'activités anti-soviétiques). S'ensuivent de longues années d'attente pour la poétesse devant les prisons de Leningrad. Elle attendra avec d'autres femmes la libération de son fils qui n'adviendra que vingt ans après. Ces poèmes en retracent la vie quotidienne, marquée par l'attente, la tristesse et l'angoisse.

## Style de l'œuvre
Requiem est une œuvre caractéristique du mouvement acméiste. Cette mouvance littéraire proclamée par Nikolaï Goumilev au début du XXe siècle se veut très épurée et simple d'accès. Les poètes appartenant à ce mouvement (tels que Goumilev lui-même, Akhmatova, Kouzmine, Mandelstam etc.) rejettent ainsi tout symbolisme trop touffu, toute allusion à l'au-delà, préférant se concentrer sur la vie quotidienne étant magnifiée par un langage concret et simple.
Ainsi, Requiem fait appel à un style particulièrement concis et épuré. La langue y est simple et telle qu'utilisée dans le langage courant. Les métaphores et allusions symboliques ou mythologiques y sont rares voire inexistantes. Ceci permet néanmoins au lecteur de se concentrer sur le récit, sur ce qui est raconté davantage que sur le pur aspect formel de la poésie.